# Dinastía ziyárida
La dinastía ziyárida (en persa: زیاریان o آل زیار‎) fue una dinastía dailamita de Irán, que duró desde 928 hasta 1043.

## Historia

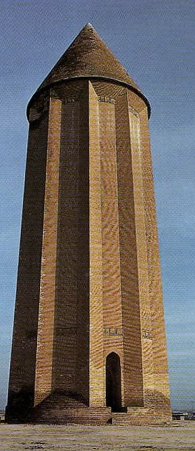
Gonbad-e Qābus, construido en 1006.

La dinastía ziyárida toma el nombre de Mardavich ibn Ziar, que asumió el control del Irán septentrional como vasallo de la dinastía Samánida, gobernando las provincias de Gorgán y Mazandarán. Se independizaron gracias a una rebelión del ejército samánida. Posteriormente, en el 931, expulsaron a los abasíes del Irán central, conquistaron las ciudades de Hamadán, Kashán e Isfahán y tomaron el título de emir (gobernador) de Persia. Después de su asesinato en el 935, el poder ziyarí empezó a declinar rápidamente, con el ascenso del Imperio gaznávida; los ziyaríes reconocieron su supremacía y empezaron con ellos una política de alianzas matrimoniales. Cuando los turcos selyúcidas se presentaron en Mazandarán en 1077, los ziyaríes se retiraron a las zonas montañosas de difícil acceso al sur del mar Caspio, donde gobernaron hasta cerca del 1090. 
Fueron protectores de las artes y las ciencias; el científico y geógrafo al-Biruni acudió a menudo a la corte de Qâbûs ibn Voshmgir, al que dedicó su Cronología del año 1000, donde se registran eclipses de luna de la zona. Keykavús, que reinó del 1049 al 1090, fue el autor del Qabus-name, uno de los primeros «espejos de príncipes» de la literatura persa islámica.

## Arquitectura
Una de las construcciones más interesantes de esta dinastía es la torre de Gonbad-e Qabús. Este mausoleo es uno de los monumentos arquitectónicos más antiguos, con una inscripción que ha sobrevivido en la actualidad que  dice:

En el nombre de Dios, el clemente y misericordioso esta torre fue construida por el emir al-Ma`Âlî hijo del emir Qâbûr, hijo de Vushmagîr, quien ordenó su construcción durante el año lunar 397 y el año solar 375 (equivale al año 1007).

La torre construida con ladrillos cocidos es un enorme cilindro coronado por un techo cónico. La planta circular esta ventilada por 10 accesos, tiene 17 metros de diámetro y las paredes tienen 5 metros de espesor, la torre llega a los 49 metros de altura. Según la leyenda, el cuerpo de Qabús estando enfermo fue colocado dentro de un círculo de vasos de café suspendido en una de las cámaras del interior de la torre.

## Cronología de gobernantes ziyáridas
- Mardavich ibn Ziar 927-935
- Zahîr ad-Dawla Vushmagîr 935-967 (hermano)
- Zahîr ad-Dawla Bîsutûn 967-978 (hijo)
- Qabus ibn Voshmgir 978-1012 (hermano)
- Falak al-Ma`âlî Manuchir 1012-1030 (hijo , recuperó Ravy y reconoció la soberanía de los Búyidos)
- Anûchirvân 1030-1049 (desde el 1041 los Selyúcida controlan Gorgán)
- Dârâ 1035-1049 (gobernador de Isfahán por el Imperio gaznávida)
- `Unsur al-Ma`âlî Kay Kâ´ûs 1049-1069 (hijo de un hermano de Manuchir llamado Dará Iskendar)
- Gilan Ben Kabus al-Ziyari 1069-1077

En 1077 los Selyúcida capturan la provincia de Mazandarán y expulsan a los ziyadires a zonas montañosas de difícil acceso: 
- Keykabus 1049-1090
- Gilân Shâh ?-1090